# يو هايامي
يو هايامي (باليابانية: 早見優؛ بالكانا: はやみ ゆう) هي مغنية ومؤدية صوت وممثلة يابانية، ولدت في 2 سبتمبر 1966 في أتامي في اليابان.

## وصلات خارجية
- الموقع الرسمي
- يو هايامي على موقع IMDb (الإنجليزية)
- يو هايامي على موقع ميوزك برينز (الإنجليزية)
- يو هايامي على موقع أول موفي (الإنجليزية)
- يو هايامي على موقع أول ميوزيك (الإنجليزية)
- يو هايامي على موقع ديسكوغز (الإنجليزية)
- يو هايامي على موقع قاعدة بيانات الفيلم (الإنجليزية)
- يو هايامي على موقع كينوبويسك (الروسية)
- يو هايامي على موقع ANN person (الإنجليزية)